# Avenida Atlantic (Nueva York)
La avenida Atlantic (del inglés Atlantic Avenue) es una importante avenida de la Ciudad de Nueva York localizada en los boroughs de Brooklyn y Queens. Inicia desde el malecón de Brooklyn a lo largo del río Este hasta Jamaica, Queens. La avenida Atlantic atraviesa esos distritos paralelamente a la Calle Fulton en gran parte de Brooklyn, funcionando como frontera entre los barrios Prospect Heights y Fort Greene y entre Bedford-Stuyvesant y Crown Heights.
La avenida Atlantic Avenue es de sentido este–oeste que atraviesa Brooklyn, sirviendo al proyecto cancelado el Bushwick Expressway (I-78) y el Cross Brooklyn Expressway (I-878).